# S.P.O.C.K
Pour les articles homonymes, voir Spock.
S.P.O.C.K est un groupe suédois de synthpop.

## Histoire
La formation originale du groupe est composée du compositeur Eddie Bengtsson (ancien membre fondateur de Page), de Finn Albertsson et du chanteur Alexander Hofman. Au fil du temps, les membres du groupe changent : Johan Billing était membre du groupe de 1994 à 1998, mais avec la sortie de S.P.O.C.K : 1999 (en 1999), la composition du groupe change pour inclure Alexander Hofman (le seul membre fondateur restant du groupe), Johan Malmgren (ancien membre d' Elegant Machinery et d'Aaron Sutcliffe) et Christer Hermodsson.
En 1988, Eddie Bengtsson écrit une poignée de chansons pour être interprétées à la fête d'anniversaire de Finn Albertsson, avec Alexander Hofman au chant ; les trois jeunes hommes surnomment le groupe Mr. Spock (d'après le nom du personnage Spock de Star Trek). Après la représentation à la fête, le groupe continue pendant plusieurs mois à jouer dans d'autres fêtes, mais parvient rapidement à obtenir quelques réservations pour des événements. En 1989, les membres du groupe contactent Paramount Pictures pour obtenir la permission d'utiliser le nom « Mr. Spock ». Lorsque Paramount exige une lourde compensation pour ce privilège, le groupe se rebaptise en utilisant les initiales S.POCK , qui sont un acronyme pour « Star Pilot on Channel K ».
Le succès commercial de Spock commence en 1990 lorsque le label discographique suédois Accelerating Blue Fish publie Silicon Dream en édition limitée de 7 pouces. En 1997, les membres de S.P.O.C.K lancent leur propre label d'enregistrement, SubSpace Communications. L'album homonyme du groupe, sorti en 1999, se classe 25e au classement des 50 meilleurs albums de 1999 des DAC.
En 2001, ils sortent leur album A S.P.O.C.K Odyssey,,.
En 2010, Christer Hermodsson quitte le groupe pour se consacrer à d'autres projets musicaux. Il est alors remplacé par Valdi Solemo. La formation actuelle du groupe est composée du chanteur Alexander Hofman (alias Android - le seul membre fondateur restant), du claviériste Valdi Solemo (alias Val Solo) et du claviériste Johan Malmgren (alias Yo-Haan). En 2014, ils sortent leur best-of Another Piece of the Action: The Best of the SubSpace Years,

## Discographie

### Albums studio
- 1993 : Five Year Mission
- 1995 : Alien Worlds
- 1995 : A Piece of the Action
- 1997 : Assignment: Earth
- 1997 : Earth Orbit: Live
- 1999 : S.P.O.C.K:
- 2001 : 2001: A S.P.O.C.K Odyssey
- 2014 : Another Piece of the Action: The Best of the SubSpace Years (best-of)

### Singles
- 1990 : Silicon Dreams
- 1992 : Never Trust a Klingon
- 1993 : Strange Dimensions
- 1994 : Never Trust a Klingon (2294 AD)
- 1994 : Astrogirl
- 1995 :  All E.T:s Aren't Nice
- 1997 : Alien Attack
- 1997 : E.T. Phone Home
- 1998 : Speed of Light
- 1998 : Dr. McCoy
- 2000 : Klingon 2000
- 2000 : Where Rockets Fly
- 2001 : Queen of Space
- 2001 : Satellites